# Cuscuta
Cuscuta es un género de entre 100 a 170 especies de plantas parásitas de color amarillo, naranja o rojo (raramente verde). 
Es el único género en la familia Cuscutaceae, pero una investigación genética del Grupo para la filogenia de las angiospermas ha mostrado que sería más correcto incluirlo en la familia Convolvulaceae. El género se halla en regiones templadas a tropicales, casi todas sus especies; estas son raras en climas templados-fríos, salvo algunas especies nativas del nordeste de Europa y del sur de Sudamérica.
Se las identifica por sus finos tallos casi sin hojas, donde las hojas se reducen a minúscula escala. Al carecer de clorofila, son incapaces de fotosintetizar efectivamente, volviéndose completamente dependientes de las plantas parasitadas para su nutrición. 

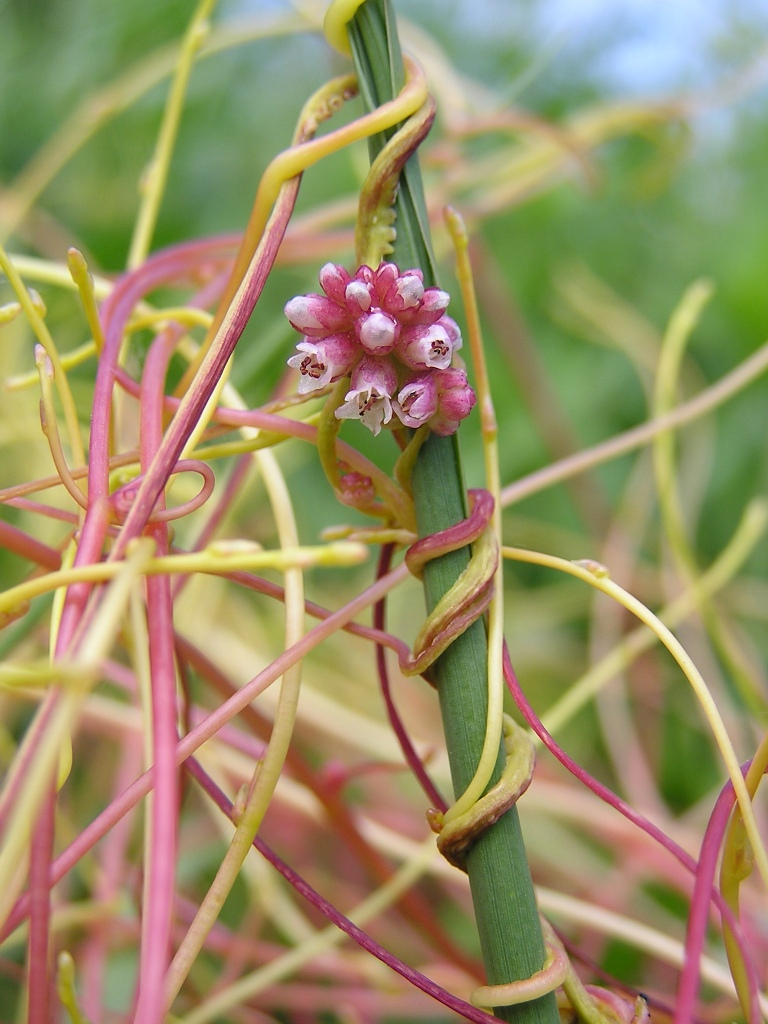
Cuscuta europaea en floración.

El color de sus flores varía de blanco, a rosado, y a amarillo crema. Florecen a principios de verano, otras más tarde, dependiendo de las especies. Las semillas son diminutas, y las producen en gran cantidad. Pueden sobrevivir en el suelo durante 5 a 10 años.
Las semillas de cuscuta germinadas sin un huésped se mantienen como planta verde solo por un máximo de 10 días de germinadas, y luego mueren. Como toda planta recién nacida, dependen de los cotiledones para alimentarse.
Cuando la cuscuta ataca a otra planta, se enrosca en ella, y si el hospedante parasitado la alimenta bien, produce raíces haustoriales que se insertan en el sistema vascular del parasitado y las raíces originales de la cuscuta mueren.
La cuscuta parasita a una amplia variedad de plantas, incluyendo especies agrícolas y hortícolas, como alfalfa, lespedeza, lino, trébol, patata, crisantemo, dalia, helecho, petunia, entre otras. En áreas tropicales pueden crecer más o menos continuamente, y pueden llegar hasta el dosel de arbustos y árboles; en zonas templadas pueden ser una  planta anual que se va regenerando con siembras en cada primavera.
La severidad de los ataques depende de la especie de cuscuta, de la especie hospedante, del tiempo de ataque, y si hay virus o fitoplasmas presente en la planta parasitada. Al debilitarla, la cuscuta disminuye su capacidad para resistir enfermedades de virus y fitoplasmas y puede incluso expandir enfermedades fitopatológicas de huésped en huésped.

## Prevención y tratamiento

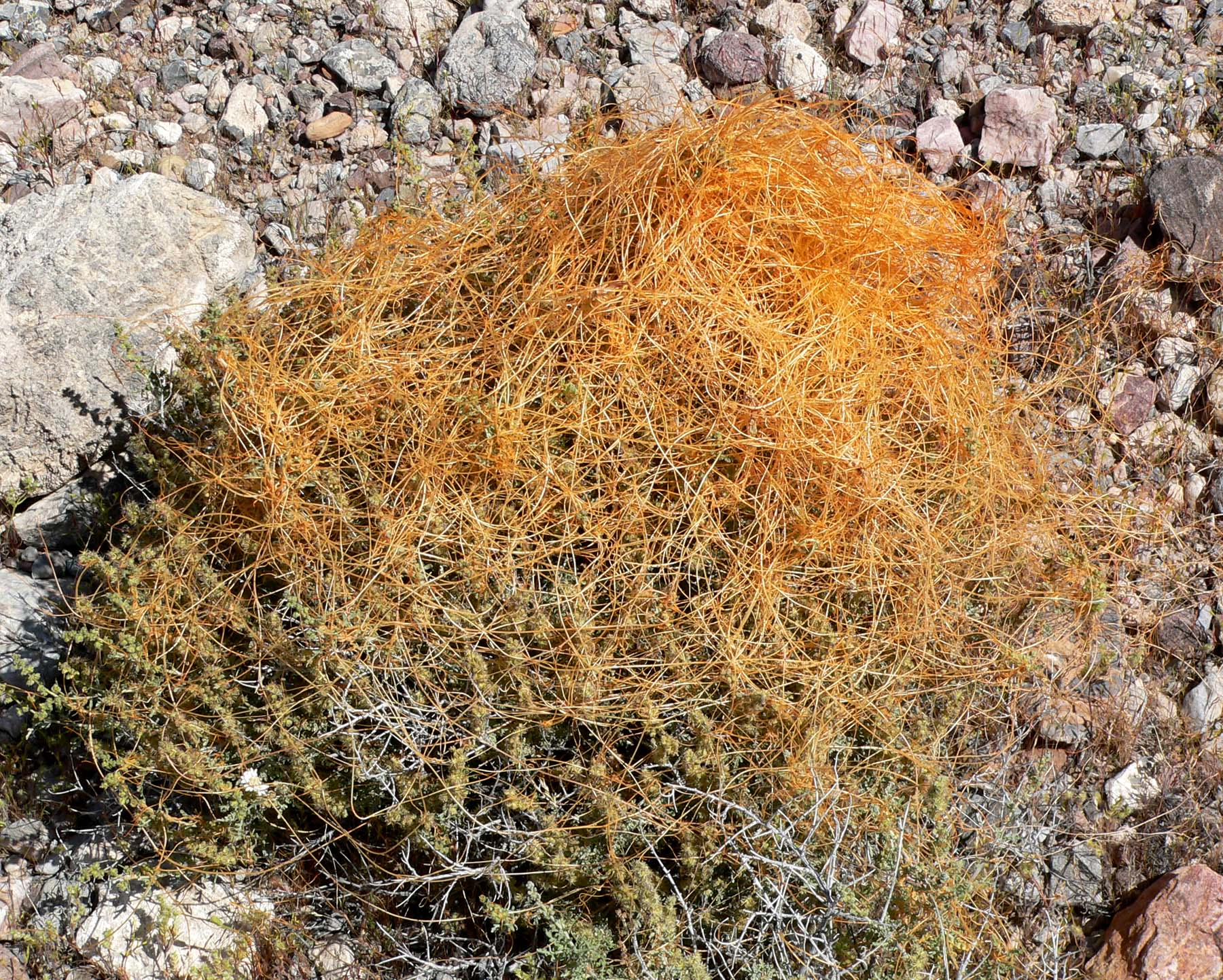
Esta cuscuta ahoga una salvia en el Desierto de Mojave.

Muchas naciones tienen leyes preventivas para introducir semillas de cuscuta, requiriendo certificados de "libre de cuscuta" y antes de plantar se inspecciona para verificar su ausencia. Cuando se encuentra esta, se necesita una acción rápida. Las recomendaciones incluyen plantar cultivos resistentes a cuscuta por varios años, extraer el cultivo hospedante inmediatamente, particularmente antes que la cuscuta florezca y fructifique, y el uso de herbicida de preemergencia como el Dacthal en primavera. 
Ejemplos de cultivos no hospedantes: pastos y otras monocotiledóneas. 
Si se encuentra cuscuta después de aplicar estas prácticas, hay que removerla del suelo. Se pueden escardar las plantas bien debajo de las raíces, debido a su versatilidad de crecer con raíces haustoriales.

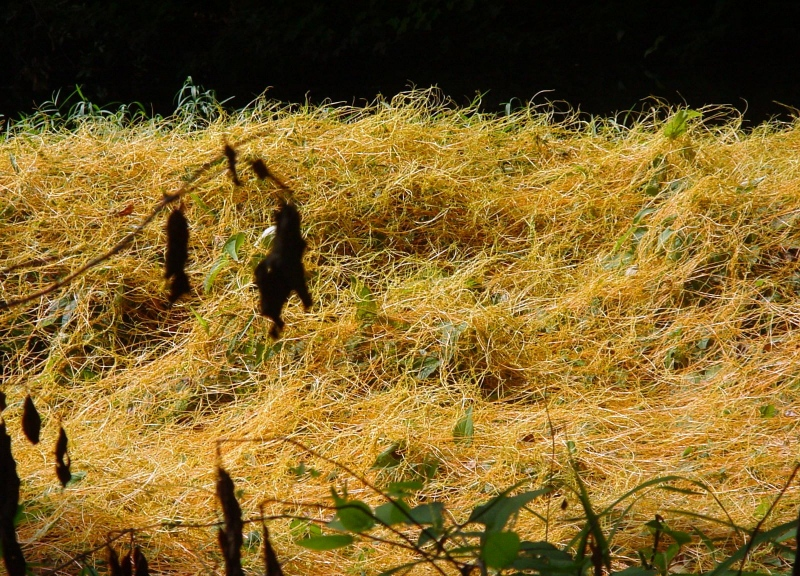
Cuscuta spec., Jardín de Gods Wilderness, Shawnee National Forest, Illinois, EE.UU., 2000
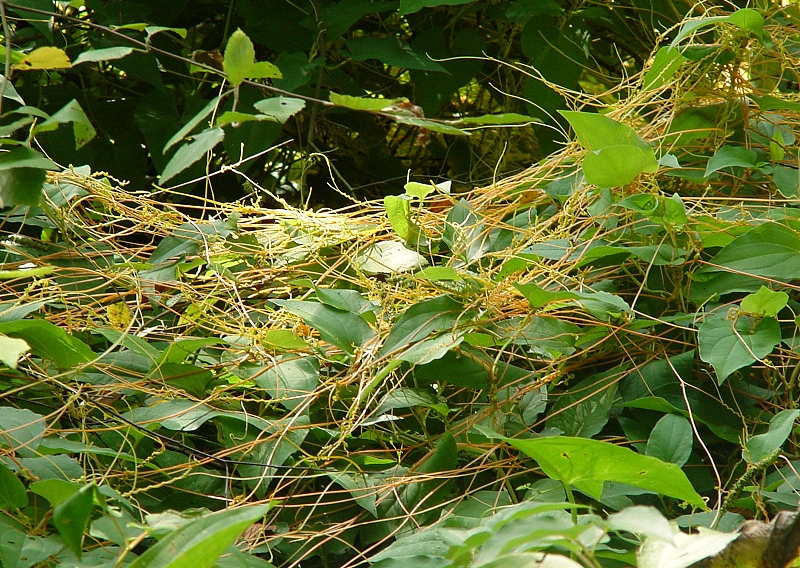
Cuscuta spec., Jardín de the Gods Wilderness, Shawnee National Forest, Illinois, EE.UU., 2000
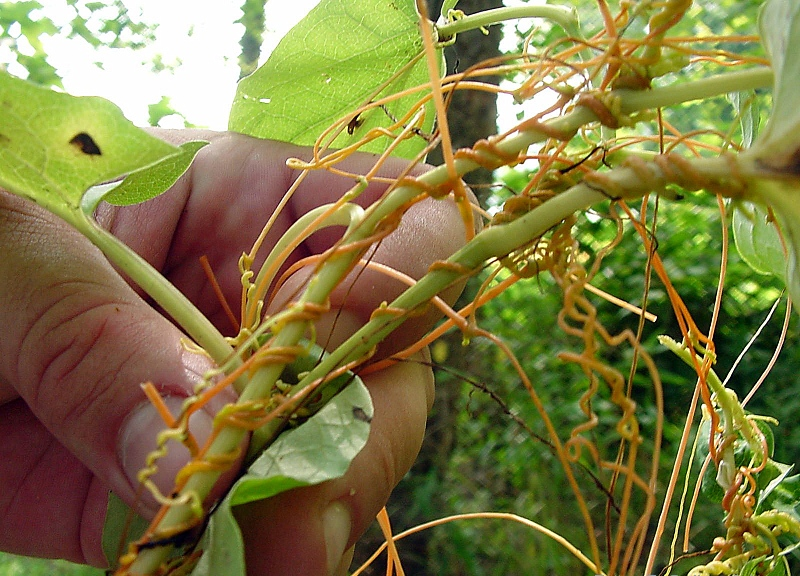
Cuscuta spec., Jardín de the Gods Wilderness, Shawnee National Forest, Illinois, EE.UU., 2000